# Терапија писањем
Терапија писањем или експресивна (изражајна) терапија једна је од техника у психијатрији која је усмерена на ослобађање напетости и емоција и успостављањем самоконтроле и разумевањем ситуације након што се речи пренесу на папир. Писање песме, приче или одломка о трауматичном догађају или након непријатног искуству које је проузроковало стрес, омогућава писцу (пацијенту) да формулише личне емоције кроз структуирану промишљену нарацију. Ти поступком он из другачије перспективе сагледа свој проблем.

## Историја
Један од пионира научног истраживања терапијског ефекта писања био је амерички психолог James Pennebaker који је почео са истраживањем у овој области тако што је поделио испитанике у две групе. У једној су били људи који су три дана за редом по 20 минута писали о својим најинтимнијим емоцијама и траумама које су у животу проживели, а у другој групи су били људи који су писали о неважним, свакодневним догађајима који нису имали снажан емотивни набој. Након неколико дана, показало се да су испитаници из прве групе били у значајно бољем психофизичком стању од испитаника из друге групе - имунолошки систем им је функционисао боље и били су знатно боље расположени.

## Основне поставке
Терапија писањем је посебан облик самозапошљавања који је део експресивне (изражајне) терапије. Може бити вођено од стране терапеута, може се радити у групи или путем е-поште. Нарочито је корисна за оне који се тешко отварају и не воле директан састанак са терапеутом, јер се неки облик терапије писањем може извести самостално, без терапеута.
Када нека особа ни са ким не дели своју емотивну интиму, или се не отвара разговором или не пише о оном што се унутар њега догађа, онда она пати јер јој се у глави ствара „збрка”. Анализа је један од честих начина контролисања осећаја. Међутим, умно пропитивање (зашто се овако осећам, како то могу променити, како да се решим тог „лошег” осећаја) заправо не помаже, већ одмаже. Осећајима свако од нас треба да се изрази, а не да их мислима обликује и „складишти”, јер их тиме само гура још дубље у подсвест.
У природи сваког осећаја је да тежи бити изражен. Мала деца своје осећаје проживљавају целим бићем. Осећаји (на пример: љутња, радост, туга, страх) природно „исијавају” из детета све док га средина не почне ограничавати и учити да потискује осећаје. Свкако да је у одређеној мери постављање граница изражавања осећаја нужно, како би се дете могло прилагодити и научити регулисти исказивање својих осећаја. На примјер, ни у ком случају не би било у реду пуштати дете да плаче на сав глас све док му се не удовољи куповином неке играчке. Међутим, када родитељ забранама, грубошћу и разним начинима неуважавања или злостављања детету наметне потискивање осећаја, то је нешто друго — нешто штетно. Овакви потиснути осећаји одрастањем деце не нестају, него само мењају облик. Постају "нешто друго".
Одбаченост потиснутих осећаја може бити толика да их човек унутар себе осећа као неко „страно тело”, као неку болну, неодређену мешавину. Ти осећаји и даље имају своју природну динамику – и теже да се изразе или искажу. Баш у тој области ограничених емоција терапијско писање може доста помоћи, јер су потиснути осећаји — потиснути управо зато, што нису били прихваћени од ближе околине (породице), а у процесу писања, осећај прихваћености је потпун.
На папир или екран рачунара могу се изразити сви сопствени највећи страхови, наде, најлепши снови и најдубље трауме. Овако исказани они аутору написаног никада неће узвратити повредом и увек ће бити ту.
Пишући о својим осећајима и о догађајима из прошлости који су имали снажно емотивно значење, нека особа усклађује ум и емоције. Мисли се могу измењивати јако брзо и често имају „неку своју вољу”, па се и не зна шта нам све током дана пролази кроз главу. Исто тако и речи које изговарамо могу тећи прилично брзо. Међутим, писање је значајно спорији процес. Током писања долази до спонтаног одабира важних мисли које желимо записати. Исписана реченице су смислене, нижу се једна за другом и прате одређену траку водиљу. Сам тај процес у човеков унутрашњи свет уноси један нови — смислени редослед.
Изражавање болних емоција је тешко — ипак терапија писањем може заправо побољшати наше ментално и физичко здравље. Ова једноставна, али моћна експресивна (изражајна) техника самопомоћи заснованом на научном истраживању, која захтева само мало времена за писање о дубоким осећањима из личног искуства или о личним проблемима, према речима водећих стручњака у овој области, James W. Pennebaker, Joshua M. Smyth може сваком од нас помоћи у:
- Исцељењу старих емоционалних „рана.”
- Развоју већег осећаја благостања.
- Смањивању стреса.
- Побољшању односа са окружењем.
- Повећању „снаге” имунског система.[3]

### Теорије о ефектима терапије писањем
Др Џоана Фратароли са катедре за психологију и социјализацију Универзитета Калифорнија у Ирвину, у мета-анализи из 2006. године о терапији писањем, наводи резултате у којима поједностављује ефекте терапије писањем у три главне теорије:
Теорија инхибиције
Иинхибиција мисли и осећања у односу на стресни догађај је лоша и изражавање тих мисли може да смањи стрес и побољша психофизичко здравље појединца. Ово је такође познато као Фројдова теорија дисинхибиције и катарзе.
Когнитивно-процесна теорија
По овој теорији чин разумевања, сагледавања и интеграције узнемирујућег искуства у креативни процес води до доношења одлуке. У томе много помаже експресивно писање.
Теорија самоконтроле
По овој теорији писање омогућава особама да посматрају себе са стране и да контролишу своје емоције, што им може дати јачи осећај само-ефикасности и контроле над емоцијама

## Начин извођења
Терапију треба започети уз претходно створену сигурну атмосфере. Најефикасниј ја ако се пише потпуно слободно, без бојазни да ће неко пронаћи написане податке и прочитати их. Свака индикација замишљеног „бочног погледа” (оца мајке, брате сестре, дечка, девојке, пријатеља), написаног је поремећај, јер тај осећај може бити унутрашњи критичар или посматрач који особи која пише не допушта да се изрази до краја, него се задржава у оквиру неких научених шаблона. Када се то деси треба писати о томе (нпр. „у последњих пет минута пишем са неким осећањем непријатности према мом писању, као да је све глупо или ирелевантно”). То се може избећи тако што се терапија спроводи на изолованом месту уз обавезно сакривање написаних података.
Писање се увек започиње без претходне припреме. Почетни начин изражавања треба започети од тренутних осећаја, што доводи и до спонтаног повезивања тренутног стања са личним промишљањима, догађајима из прошлости или идејама за будућност.
Ако постоји осећај да је „глава празна” и да се нема шта писати, треба изразити став о томе; како се не зна о чему би писали, јер је важно само да се започне писање, које се након тога најчешће наставља глатко.
Када се пише о трауматичним искуствима, не треба описивати само догађаје и запамћене слике, већ треба обратите пажњу на осећаје и осећања у телу, повезивање спољашњег и унутрашњег света и треба описатии шта се десило како је доживљено, и које је искуство.
Периодично треба читати оно што је написано, пре неколико месеци или пре годину дана. Посебно треба обратити пажњу при читању на то шта је сада релевантно, као и пажњу на разлике између личног искуства и оног у свету. Ако се понављају неки емоционални обрасци, треба обратитити посебну пажњу на будуће скрипте. 
Пажњу треба обратити и на то да ли се од почетка писања нешто у животу променило на боље. Тада треба одвојити неколико тренутака да се осети задовољство тим успешним променама. Када се примети напредак треба одати признање, чиме се гради чвршћа психичка и емотивна база за неки следећи корак који на неки нови начин може подићи квалитет живота.

## Резултати
Као што се може очекивати, писање о емоционалним догађајима је најчешће веома тешко за особу која пише. Она не ужива у том искуству, јер га сматра јако болним. Међутим, дугорочни ефекти терапије писањем најчешће су фасцинантни. Тегобе изазване стресним догађајем су мање, особа се осећа мање болесном, и ређе се јавља лекару. Начешче ће имати и мање симптома депресије у будућности. Мало је вероватно да ће након овог третмана особа пропустити рад и школу, а успешност ових особа на послу је све продуктивнија.
Позитивни ефекти терапије писањем често трају месецима и годинама након писања.